# أوركدال
أوركدال (بالنرويجية: Orkdal) هي بلدية تقع في مقاطعة سور تروندلاغ وتعد جزءا من إقليم أوركدالن. المقر الإداري للبلدية هو مدينة أوركانغر، كما تشتمل على قرى أخرى: كيورا، غايتاستراند، غيولما، ثامشافن، فانريم، فورماستاد، سفوركمو وهوستن. تلعب الفِلاحة دوراً مهماً في البلدية، وتُعد أوركانغر واحدة من أهم المحاور الصناعية في وسط النرويج.

## معلومات عامة
تأسست بلدية أروكدال في 1 يناير/كانون الثاني 1838. في 1 يوليو/تموز 1920، تم فصل كل من ميناء أوركانغر والجزء الجنوبي من أوركلاند من بلدية أوركدال ليشكلا بلديتين مستقلتين. في 1 يناير/كانون الثاني 1963، تم جمع بلديات أوركانغر، أوركلاند وغايتاستراند لتشكيل بلدية واحدة وكبيرة تدعى بأوركدال.

### التسمية
اسم البلدية باللغة النوردية القديمة هو Orkardalr، الجزء الأول يشير إلى نهر Ork (ويسمى حاليا بأورلايلفا) أما الجزء الأخير dair فيعني «الوادي». قديما كان الاسم يهجأ على النحو الآتي: Orkedalen.

### شعار النبالة
شعار النبالة اعتمد حديثا، في 25 أبريل/نيسان 1986، ويصور خطا فضي اللون مع خلفية خضراء، وهذا يشير إلى نهر أوركلايلفا الذي يمر بالبلدية.

### الكنائس
كنيسة النرويج تمتلك أربع أبشريات في بلدية أوركدال، وهي تابعة لعمادة أوركدال وأسقفية نيداروس.
| الأبرشية    | اسم الكنيسة       | تاريخ البناء | الموقع      |
| ----------- | ----------------- | ------------ | ----------- |
| غايتاستراند | غايتاستراند كيركا | 1859         | غايتاستراند |
| أوركانغر    | أوركانغر كيركا    | 1892         | أوركنغر     |
| أوركدال     | أوكدال كيركا      | 1893         | فانريم      |
| أوركلاند    | موي كيركا         | 1867         | فورمستاد    |

## الجغرافيا
جزء كبير من السكان يتمركز في منطقة أوكانغر/فانريم الواقعة في أوركدالسفيورد، وهو امتداد لتروندهايمسفيورد.
نهر أوركلا يعد واحد من أفضل أنهر السلمون في النرويج، ويصب في البحر عند أوكانغر.
تشتمل البلدية على العديد من البحيرات: هوستوفاتنت، غانغاسفاتنت، فافاتنت وسفوركسيوأن.
تحد بلدية أوركدال كل من بلديات أغدينيس، سنيلفيورد وهامن في الشمال الغربي، ريندال وميلدال جنوبا، ميلهاوس وسكاون شرقا، وتروندهايم وريسا في الجزء الشمالي الشرقي.

## أعلام وشخصيات
- جوهان بوير، مؤلف.
- رويار ليوكالسوي، لاعب قفز تزلجي.
- نيلس أرني إيغن، المدرب السابق لنادي روزنبورغ.
- غونهيلد سوندلي، موسيقي فلكلوري.

## العلاقات الدولية
أوركدال تمتلك اتفاقية توأمة مع مدينة موستار في البوسنة والهرسك.

## روابط خارجية
- الدليل السياحي لإقليم سور تروندلاغ على Wikivoyage.
- إحصاءات حول البلدية في موقع الإحصاءات النرويجي.